# Hito Histórico Nacional (Estados Unidos)

Un Hito Histórico Nacional (National Historic Landmark, NHL), en los Estados Unidos, es un edificio, lugar, estructura, objeto o distrito, que es oficialmente reconocido por el gobierno federal por su importancia histórica. Todos los hitos históricos nacionales son listados en el Registro Nacional de Lugares Históricos (en inglés: National Register of Historic Places. De los más de 80 000 lugares del Registro Nacional en 2012, solamente 2527 son hitos históricos.
Un distrito histórico nacional («National Historic Landmark District», NHLD) es un distrito histórico que es reconocido como un hito histórico y que puede incluir propiedades contribuidoras («contributing properties») que tengan edificios, estructuras, lugares u objetos, y puede no incluir propiedades no-colaboradoras («non-contributing properties»).
Los hitos históricos nacionales de los  Estados Unidos no son lugares realmente protegidos: la ley federal no establece ninguna obligación específica para sus propietarios, pero si se quiere acceder a las ayudas federales algunas se acompañan con distintas obligaciones de desarrollo. Las autoridades locales pueden también adoptar medidas para la conservación de estos lugares.

## Historia
El 9 de octubre de 1961 se anunció que 92 propiedades habían sido designadas por el Secretario Fred Andrew Seaton como hitos históricos nacionales. La primera de ellas fue un nombramiento político, la tumba y monumento del sargento Floyd, un monumento erigido en Sioux City, en el estado de Iowa («Sergeant Floyd Grave and Monument»). Fue designado oficialmente el 30 de junio de ese año, pero por diversas razones, el anuncio público de los primeros hitos históricos se demoró; donde también se llevó a cabo la masacre de Wounded knee que ahora es famoso por ello.

## Criterios de selección de los hitos
Los hitos históricos nacionales son elegidos por el Secretario del Interior con el asesoramiento del Servicio de Parques Nacionales, que se encarga de la gestión de esos lugares. Son susceptibles de elección:
- los lugares en los que se hayan producido acontecimientos de importancia histórica nacional;
- los lugares en los que hayan vivido o trabajado personas de relevancia histórica;
- los lugares en los que se materializaron los ideales que dieron forma a la nación;
- las construcciones notables;
- los lugares que caracterizan un determinado modo de vida;
- los yacimientos arqueológicos ricos en información.

De los 2527 hitos históricos más del 10 por ciento se encuentran en el estado de Nueva York, que tiene 270. Hay hitos históricos en los 50 estados y también hay 75 en el Distrito de Columbia, 15 en Puerto Rico y otras mancomunidades y territorios de los EE. UU., cinco en los estados asociados de los Estados Unidos como Micronesia, y uno en un estado extranjero (Marruecos).
Hay 128 buques o barcos hundidos que se han designado como hitos históricos nacionales.  
Alrededor de la mitad de los hitos históricos nacionales son de propiedad privada. El Programa Hitos Históricos Nacionales («National Historic Landmarks Program»), en el que participan los ciudadanos, realiza propuestas para nuevas designaciones del Servicio de Parques Nacionales, que también presta asistencia en el mantenimiento de los hitos. Un grupo de amigos de los propietarios y administradores, la asociación de Administradores de Hitos Históricos Nacionales («National Historic Landmark Stewards Association»), también trabaja para preservar, proteger y promover los hitos históricos nacionales.
Si no aparece aún en el Registro Nacional de Lugares Históricos, un hito histórico se añade automáticamente en el Registro cuando es designado.

## Relación de hitos históricos por estados (noviembre de 2012)
Esta relación no es exhaustiva.

### Alabama (36)[5]

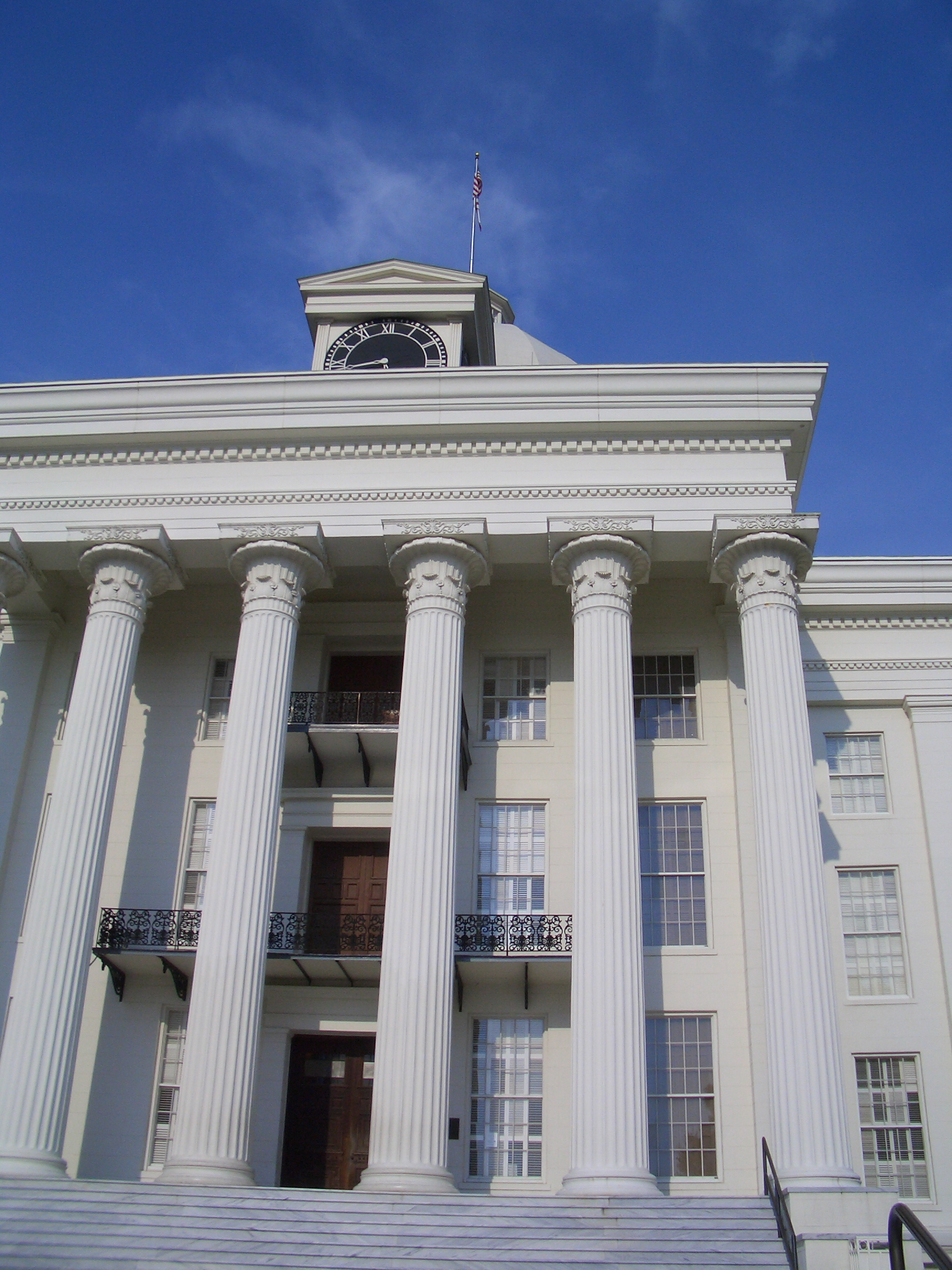
Capitolio de Alabama.

- First Confederate Capitol - Montgomery
- Universidad Tuskegee - Tuskegee
- USS Alabama - Mobile

### Alaska (49)[6]
- Catedral de San Miguel de Sitka - Sitka

### Arizona (44)[7]
- Ruinas de Awatovi - Condado de Navajo
- Fort Huachuca - Condado de Cochise
- Presa Hoover - Condado de Mohave
- Observatorio Lowell - Flagstaff
- Misión de San Xavier del Bac - Tucson

### Arkansas (16)[8]
- Fort Smith - Fort Smith
- Little Rock Central High School - Little Rock

### California (144)[9]
- Angelus Temple - Los Ángeles

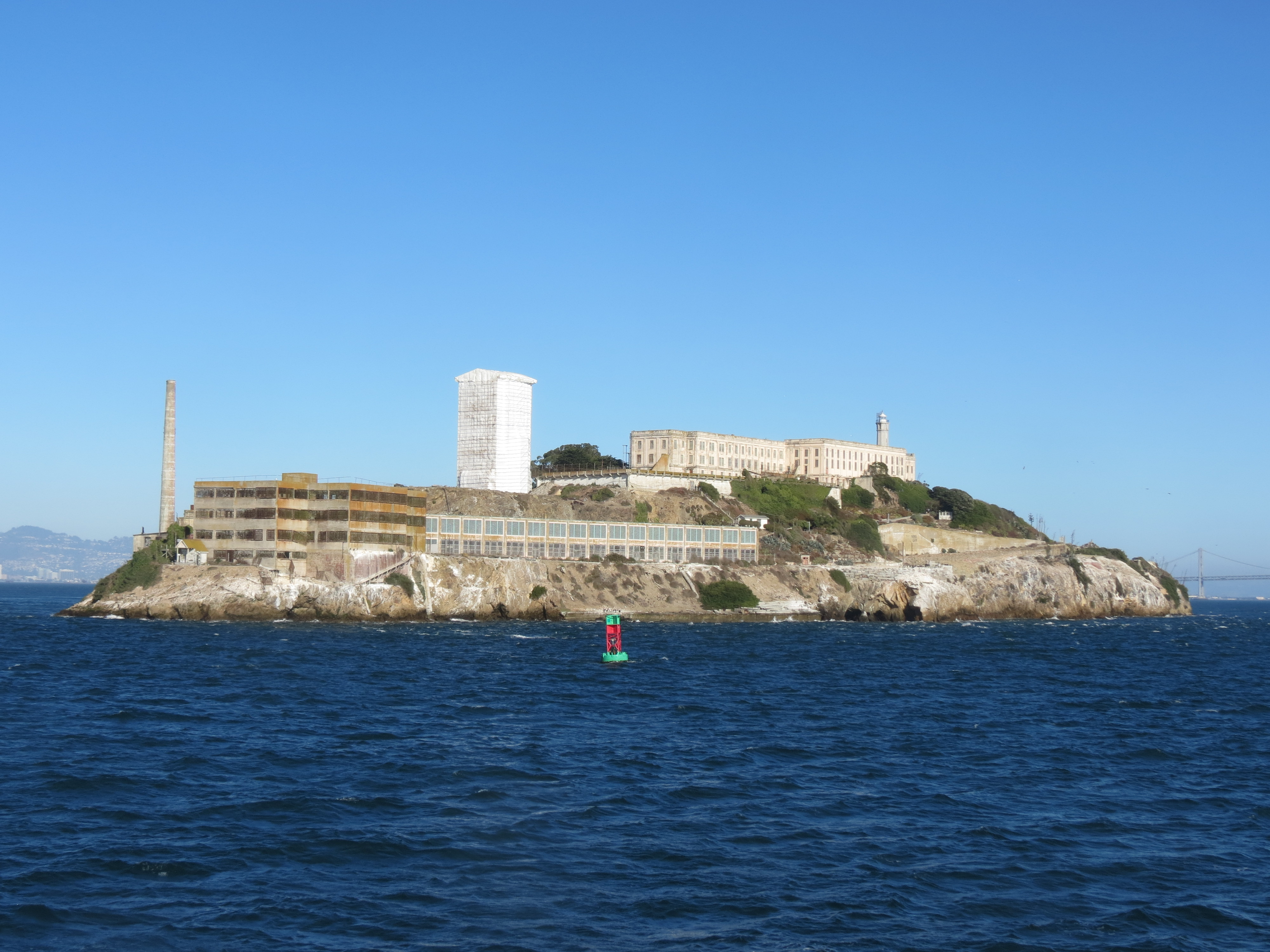
Isla de Alcatraz.

- Ferry Berkeley - Bahía de San Diego
- Bodie - Condado de Mono
- Casa y Jardín de Luther Burbank - Santa Rosa
- Castillo Hearst - San Simeón
- Coloma - Condado de El Dorado
- Casa de Estudillo - San Diego
- Casa de Moneda de San Francisco - San Francisco
- Catedral de San Carlos Borromeo - Monterrey
- Edificio Old Scripps - La Jolla
- Estadio Rose Bowl - Los Ángeles
- Fort Ross - Condado de Sonoma
- Hotel del Coronado - Coronado
- Isla de Alcatraz - San Francisco
- Las Flores Estancia - Camp Pendleton
- Los Angeles Memorial Coliseum - Los Ángeles
- Manzanar - Condado de Inyo
- Marin County Civic Center - San Rafael
- Misión de San Carlos Borromeo de Carmelo - Condado de Monterrey

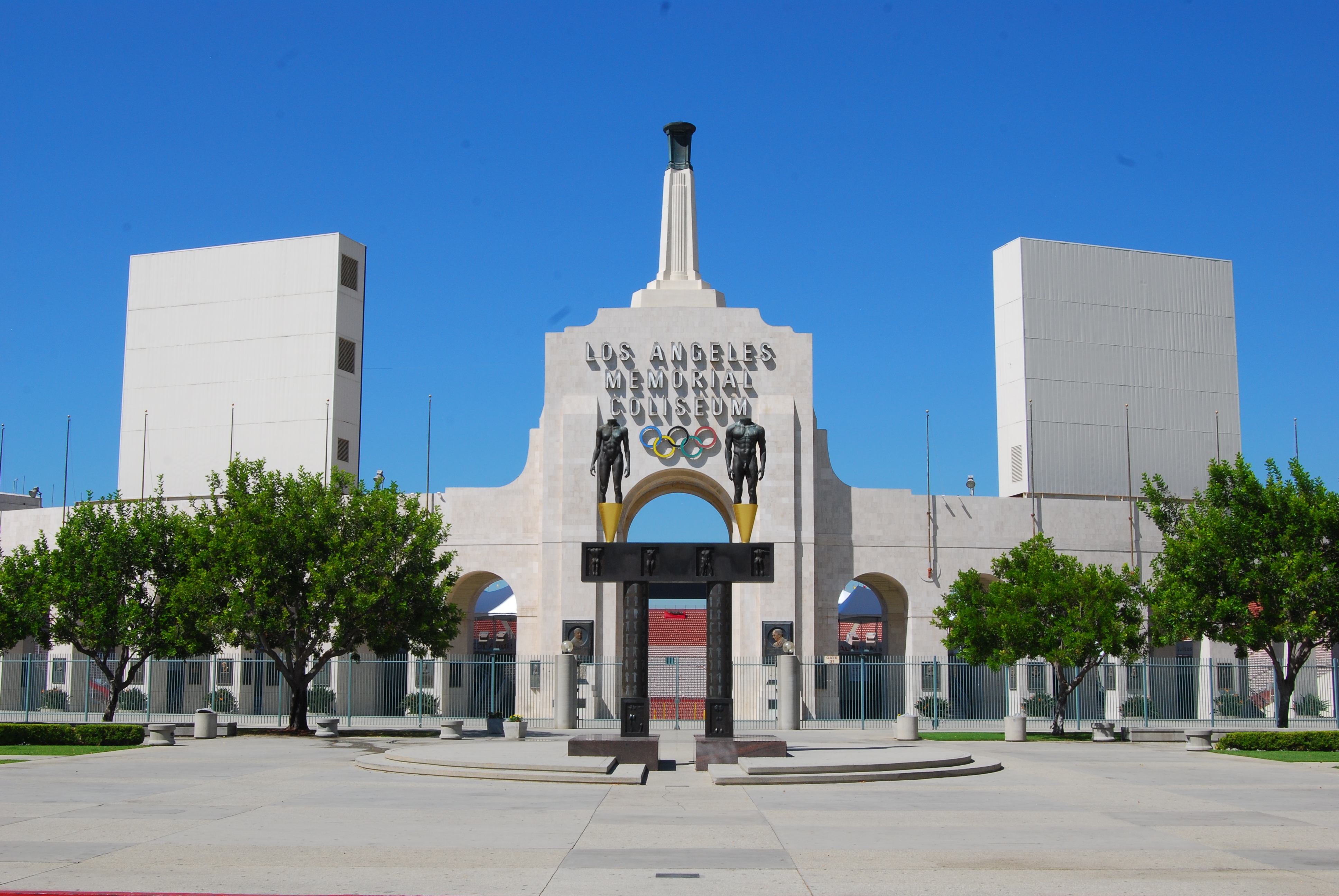
Los Angeles Memorial Coliseum.

- Misión de San Diego de Alcalá - San Diego
- Misión de San Luis Rey de Francia - Oceanside
- Misión de San Miguel Arcángel - San Miguel
- Mission Beach Roller Coaster - San Diego
- Monumento nacional Cabrillo - San Diego
- Oak Grove Butterfield Stage Station - Warner Springs
- Parque Balboa - San Diego
- Presa Old Mission - San Diego
- Presidio de San Diego - San Diego
- Presidio Real de San Francisco - Península de San Francisco
- Rancho Guajome - Vista
- Rancho de Warner - Warner Springs
- Star of India - Bahía de San Diego

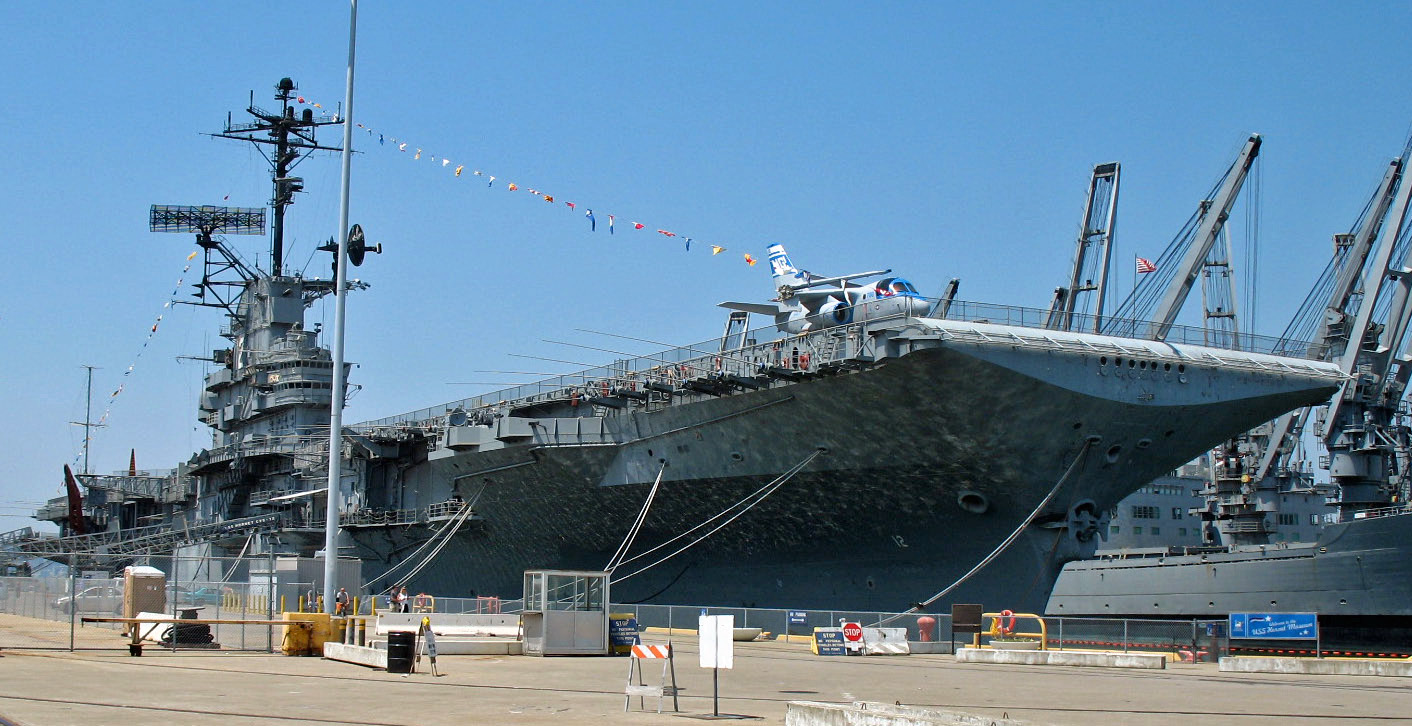
USS Hornet.

- USS Hornet -Alameda
- USS Pampanito - Fisherman's Wharf

### Carolina del Norte (38)[10]
- USS Monitor - Cabo Hatteras
- USS North Carolina - Wilmington

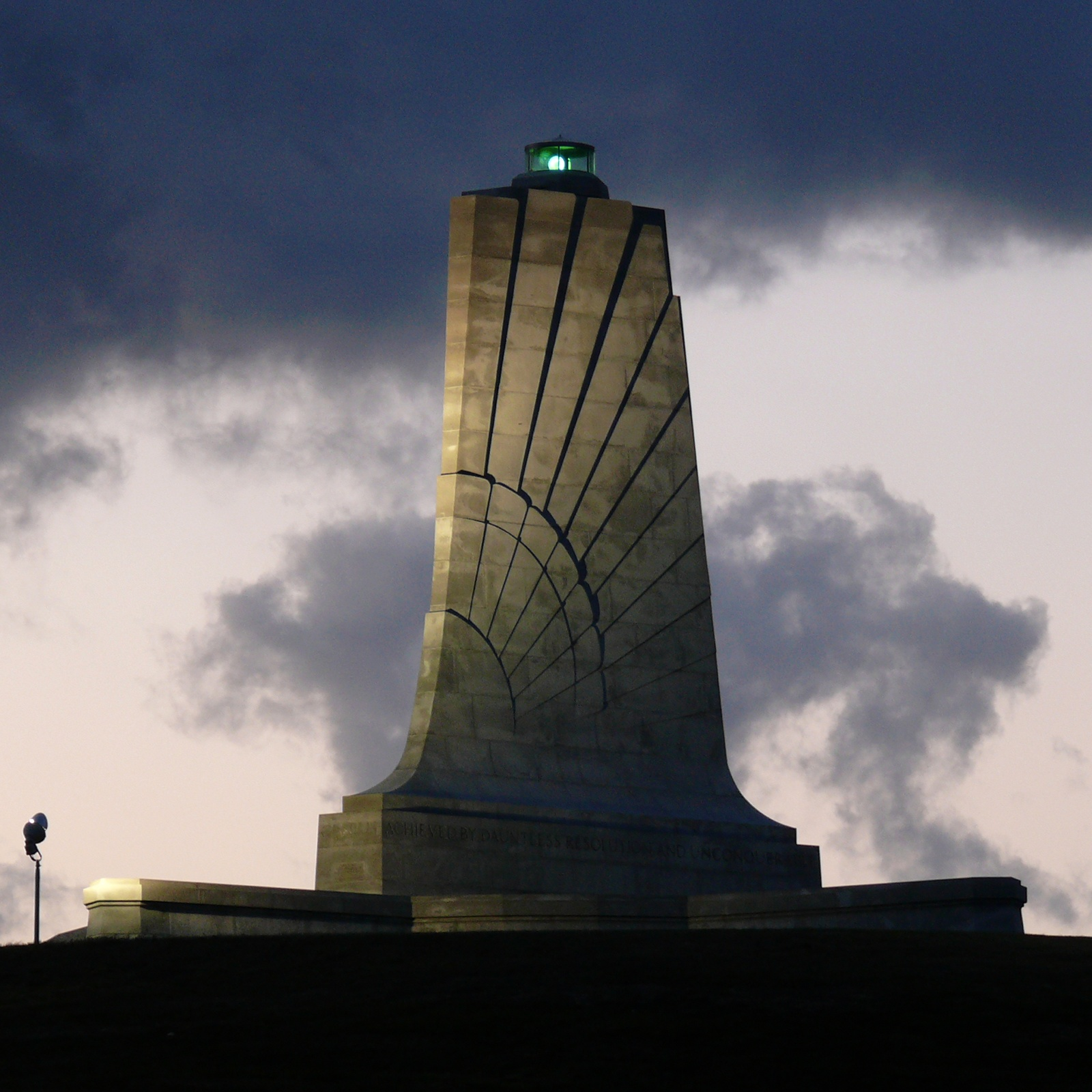
Memorial nacional a los hermanos Wright.

- Memorial nacional a los hermanos Wright - Kill Devil Hills

### Carolina del Sur (76)[11]
- Fort Sumter - Charleston
- USS Yorktown - Mount Pleasant

### Colorado (23)[12]
- Barrio histórico de Leadville - Condado de Lake
- Barrio histórico de Silverton - Condado de San Juan
- Barrio histórico de Telluride - Condado de San Miguel
- Monumento nacional Hovenweep - Condado de Montezuma
- Parque nacional Mesa Verde - Condado de Montezuma
- Capilla de Cadetes de la Academia de la Fuerza Aérea de los Estados Unidos - Colorado Springs

### Connecticut (60)[13]
- Casa de Mark Twain - Hartford
- USS Nautilus - Groton
- Yale Bowl - New Haven

### Dakota del Norte (6)[14]
- Fort Union Trading Post, Condado de Williams

### Dakota del Sur (16)[15]
- Monte Rushmore - Keystone
- Masacre de Wounded Knee - Wounded Knee

### Delaware (13)[16]
- Corte de justicia de New Castle -New Castle
- Fort Christina - Wilmington

### Florida (43)[17]

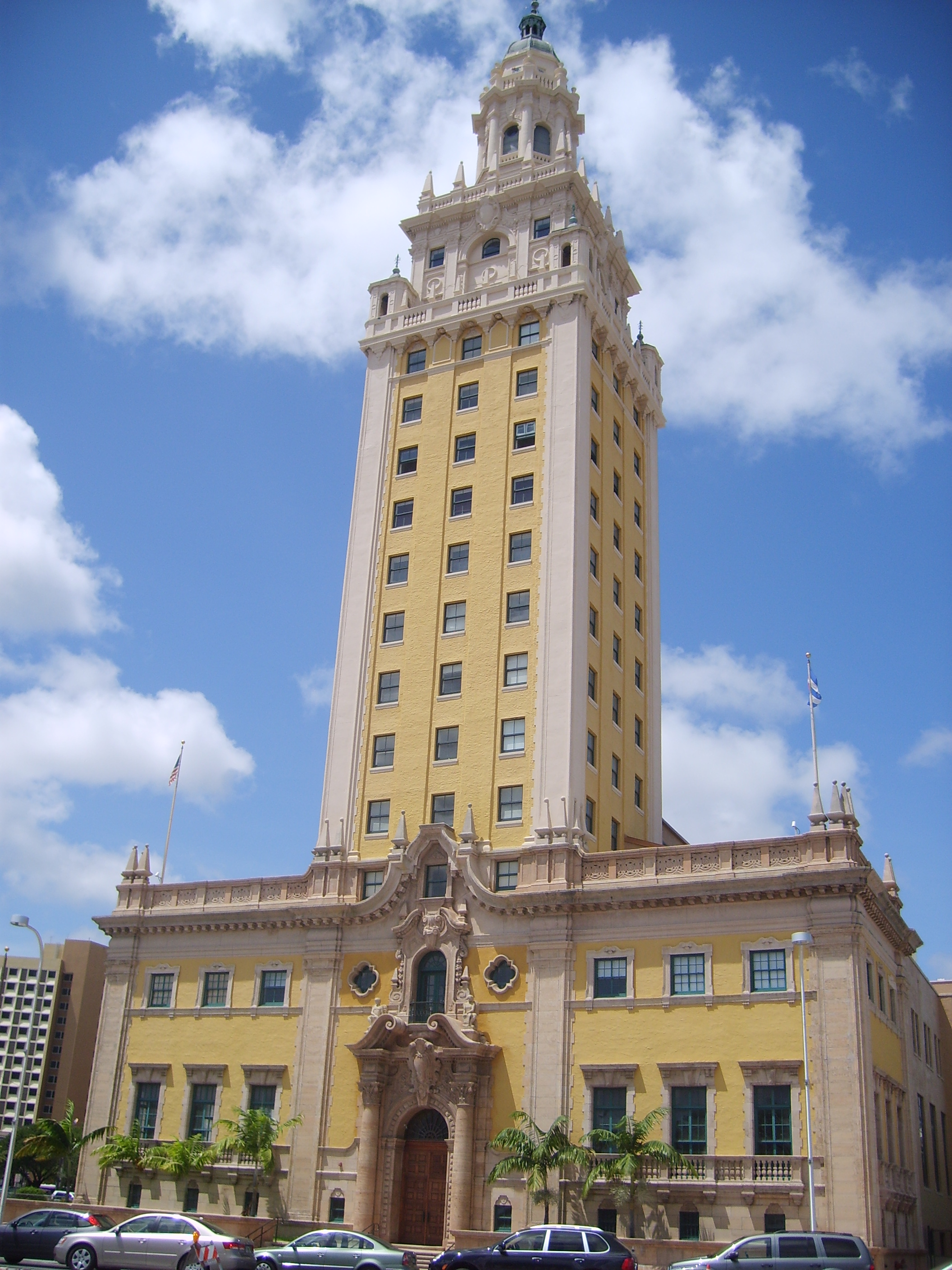
Torre de la Libertad.

- Coral Gables Biltmore Hotel - Coral Gables
- Estación de la Fuerza Aérea de Cabo Cañaveral - Cabo Cañaveral
- Ferdinand Magellan Railcar - Condado de Miami-Dade
- Fuerte Barrancas - Warrington
- Fuerte Gadsden - Condado de Franklin
- Torre de la Libertad - Miami
- Fuerte Mosé - Condado de San Juan
- Fuerte de San Marcos de Apalache - San Marcos
- Jardines de la Torre Bok - Lake Wales
- Mar-a-Lago - Palm Beach
- Miami Circle - Miami
- Plaza de la Constitución - San Agustín
- Villa Vizcaya - Miami

### Georgia (48)[18]
- Barrio Histórico de Savannah - Savannah
- F. D. Roosevelt State Park - Pine Mountain

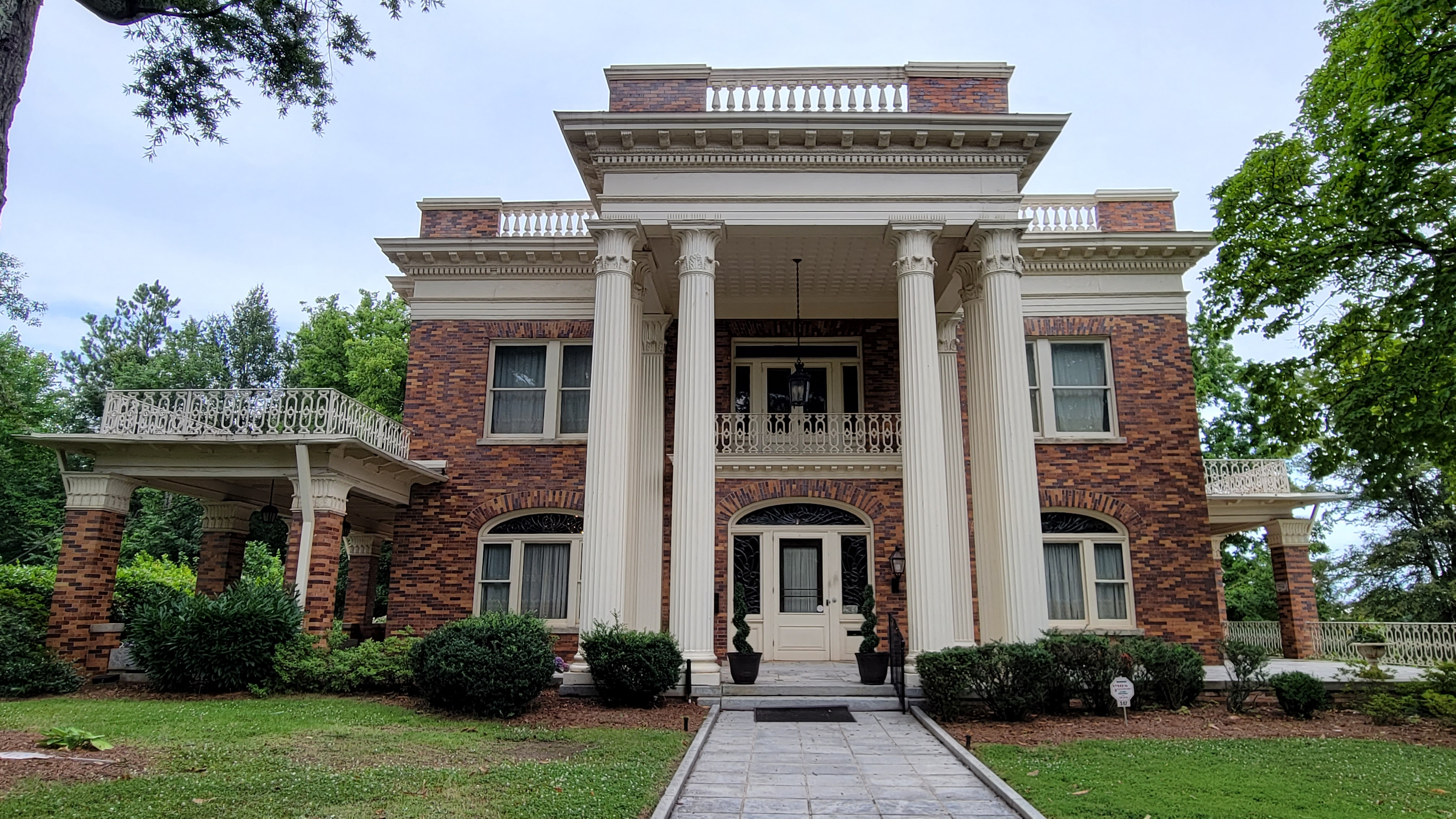
Herndon Home, Adrienne McNeil, Atlanta

- Herndon Home, (la casa de Adrienne McNeil Herndon)[19] - Atlanta

### Hawái (33)[20]
- Base de la Fuerza Aérea Hickam - Honolulu
- Iglesia de Kawaiaha'o - Honolulu
- Palacio 'Iolani - Honolulu
- Kahanu Garden - Hana
- Wheeler Army Airfield - Wahiawa
- USS Arizona Memorial - Pearl Harbor

### Idaho (10)[21]
- Reactor Experimental Reproductor Número Uno - Condado de Butte

### Illinois (84)[22]
- Cahokia - Condado de St. Clair
- Casa Farnsworth - Plano
- Casa Robie - Chicago

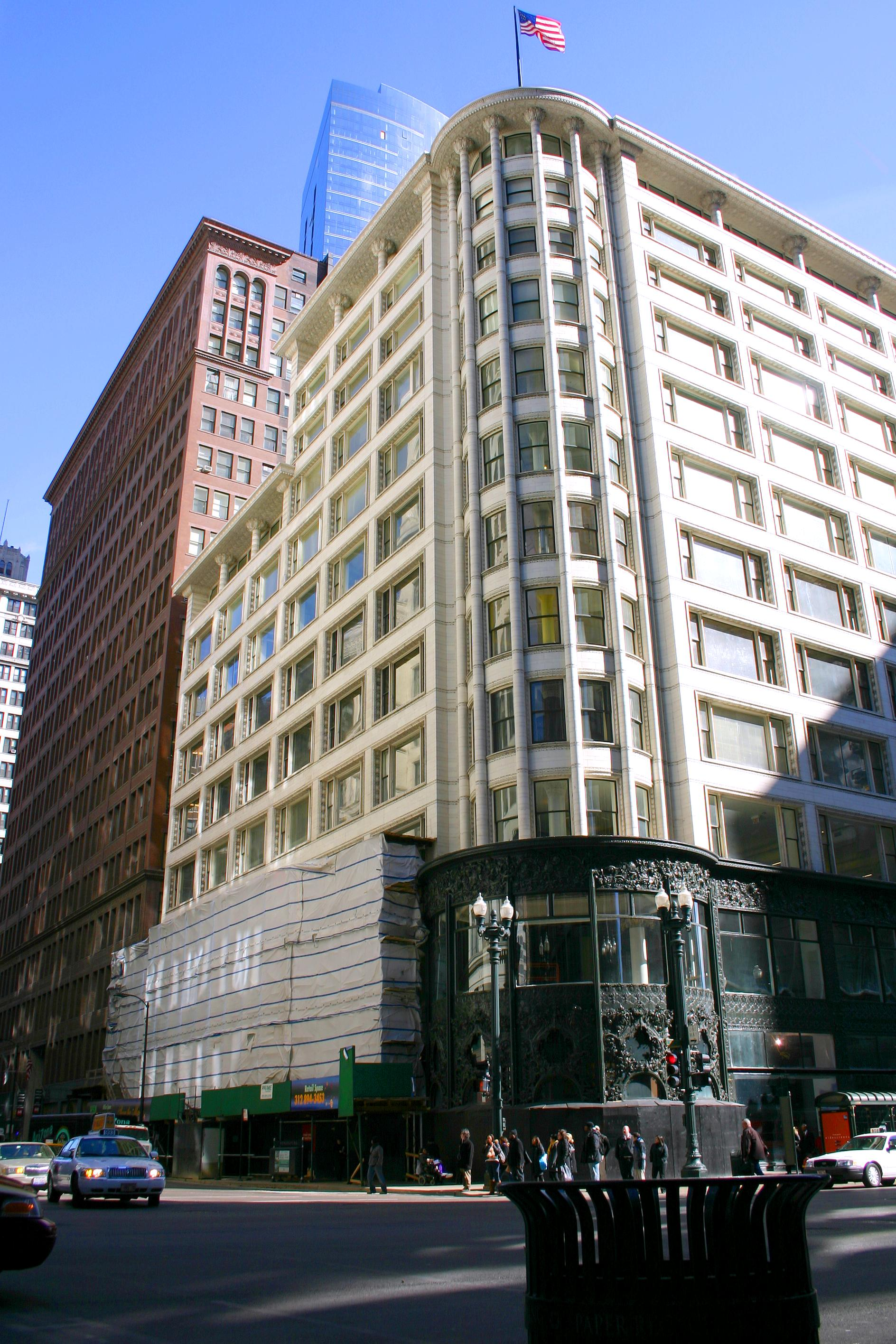
Edificio Carson.

- Chicago Board of Trade Building - Chicago
- Chicago Pile-1 - Chicago
- Crown Hall - Chicago
- Edificio Carson - Chicago
- Revuelta de Haymarket - Chicago
- Soldier Field - Chicago
- U 505 - Chicago

### Indiana (39)[23]
- Carrusel de Broad Ripple Park - Indianápolis
- Indianapolis Motor Speedway - Indianápolis

### Iowa (25)[24]
- Colonia de Amana - Middle Amana

### Kansas (25)[25]
- Fort Leavenworth, Condado de Leavenworth
- Shawnee Mission, Fairway

### Kentucky (30)[26]
- Belle of Louisville - Louisville
- Churchill Downs - Louisville

### Luisiana (53)[27]

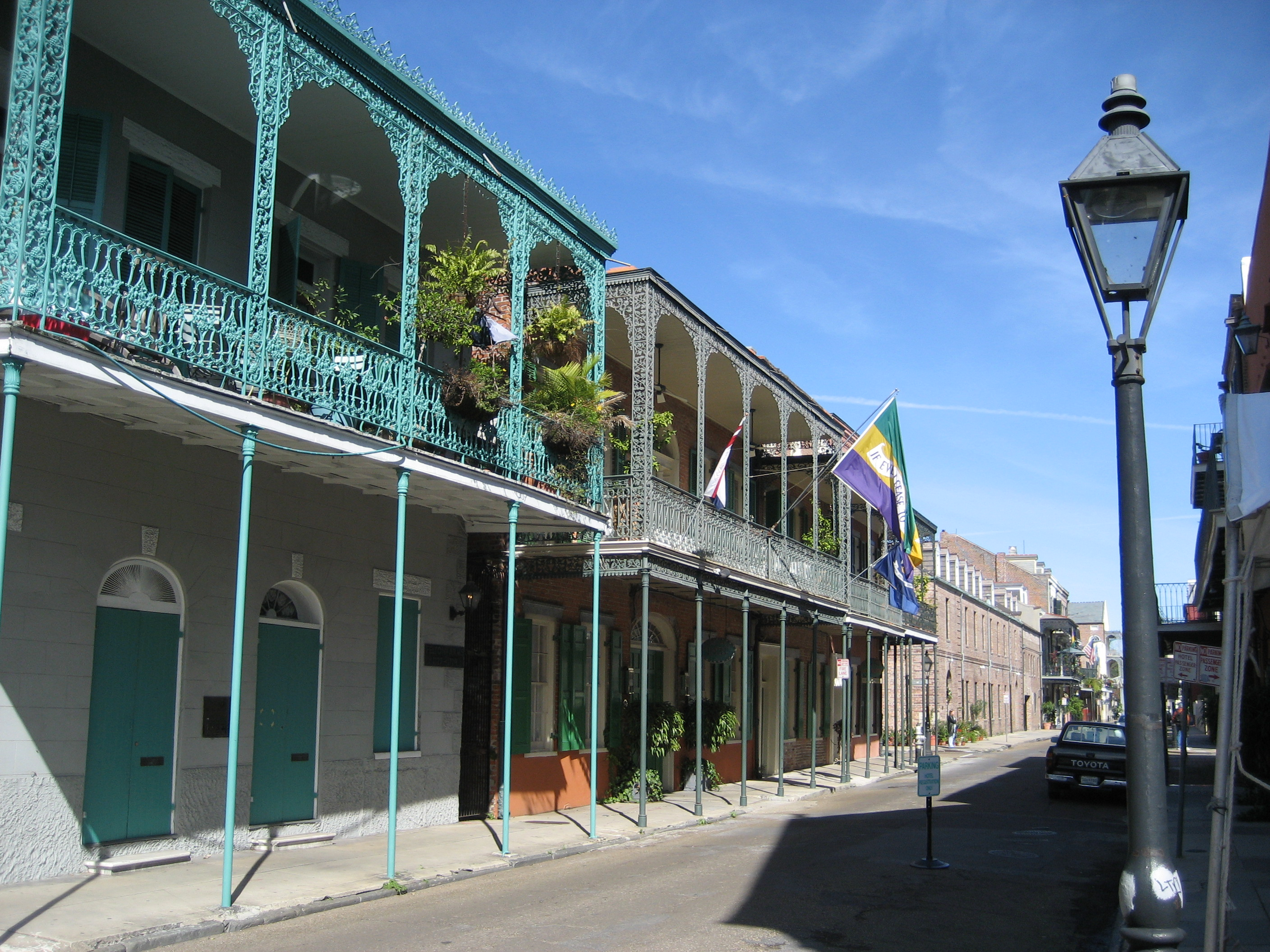
Barrio Francés de Nueva Orleans.

- Fort Jackson - Parroquia de Plaquemines
- Fort Saint Phillip - Parroquia de Plaquemines
- Longue Vue House and Gardens - Nueva Orleans
- Barrio Francés de Nueva Orleans - Nueva Orleans

### Maine (42)[28]
- Casa de veraneo Daniel Coit Gilman - Northeast Harbor

### Maryland (72)[29]
- Basílica del Santuario Nacional de la Asunción de la Bienaventurada Virgen María - Baltimore
- Academia Naval de los Estados Unidos - Annapolis

### Massachusetts (186)[30]
- Arnold Arboretum - Boston
- Boston Common - Boston
- Brook Farm - Boston

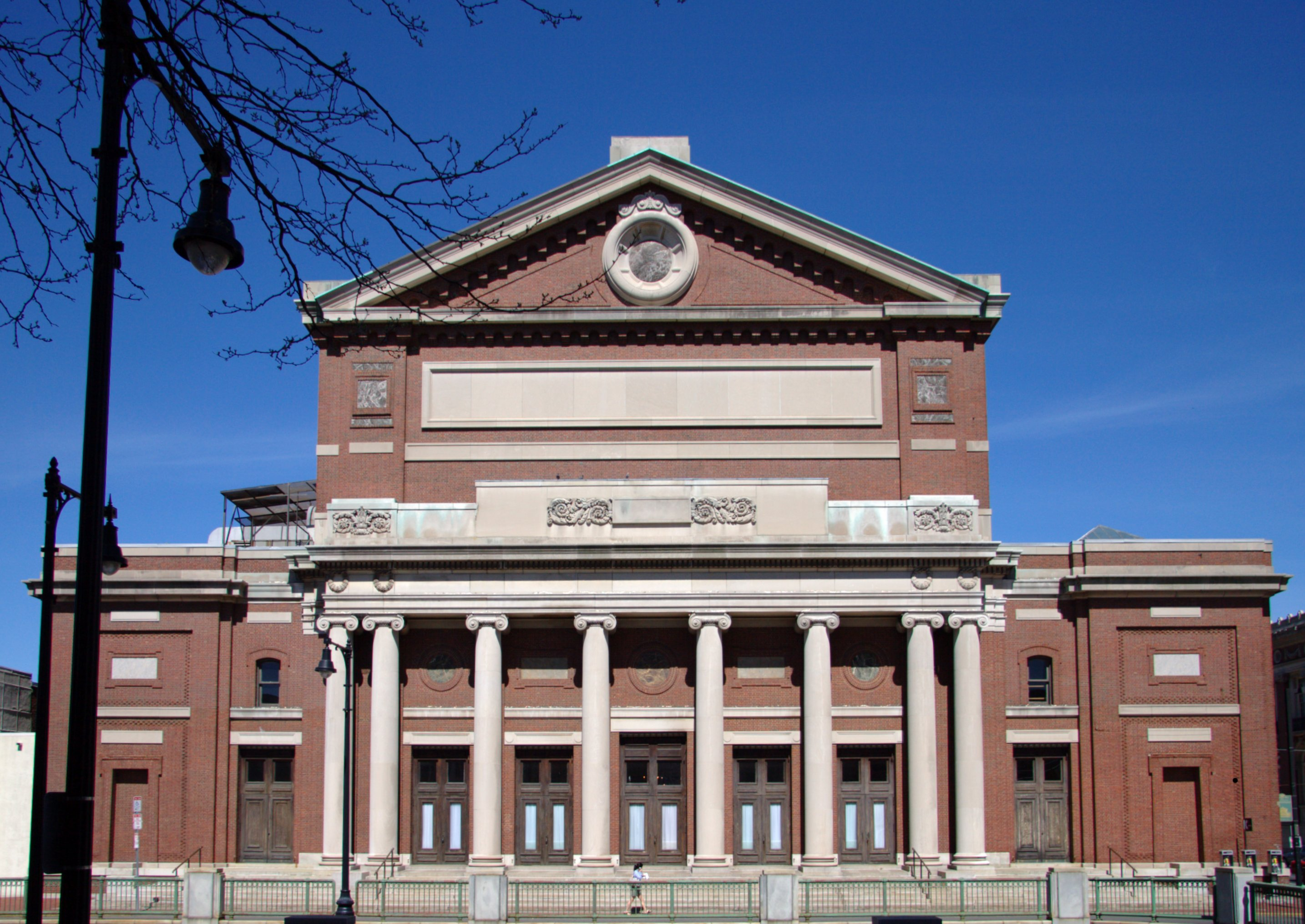
Symphony Hall.

- Casa del Estado de Massachusetts - Boston
- Casa de los Siete Tejados - Salem
- Faneuil Hall - Boston
- Harvard Stadium - Boston
- Hospital General de Massachusetts - Boston
- Springfield Armory - Springfield
- Symphony Hall - Boston
- USS Constitution - Boston
- USS Massachusetts - Fall River
- Vieja Casa de Estado - Boston

### Míchigan (35)[31]

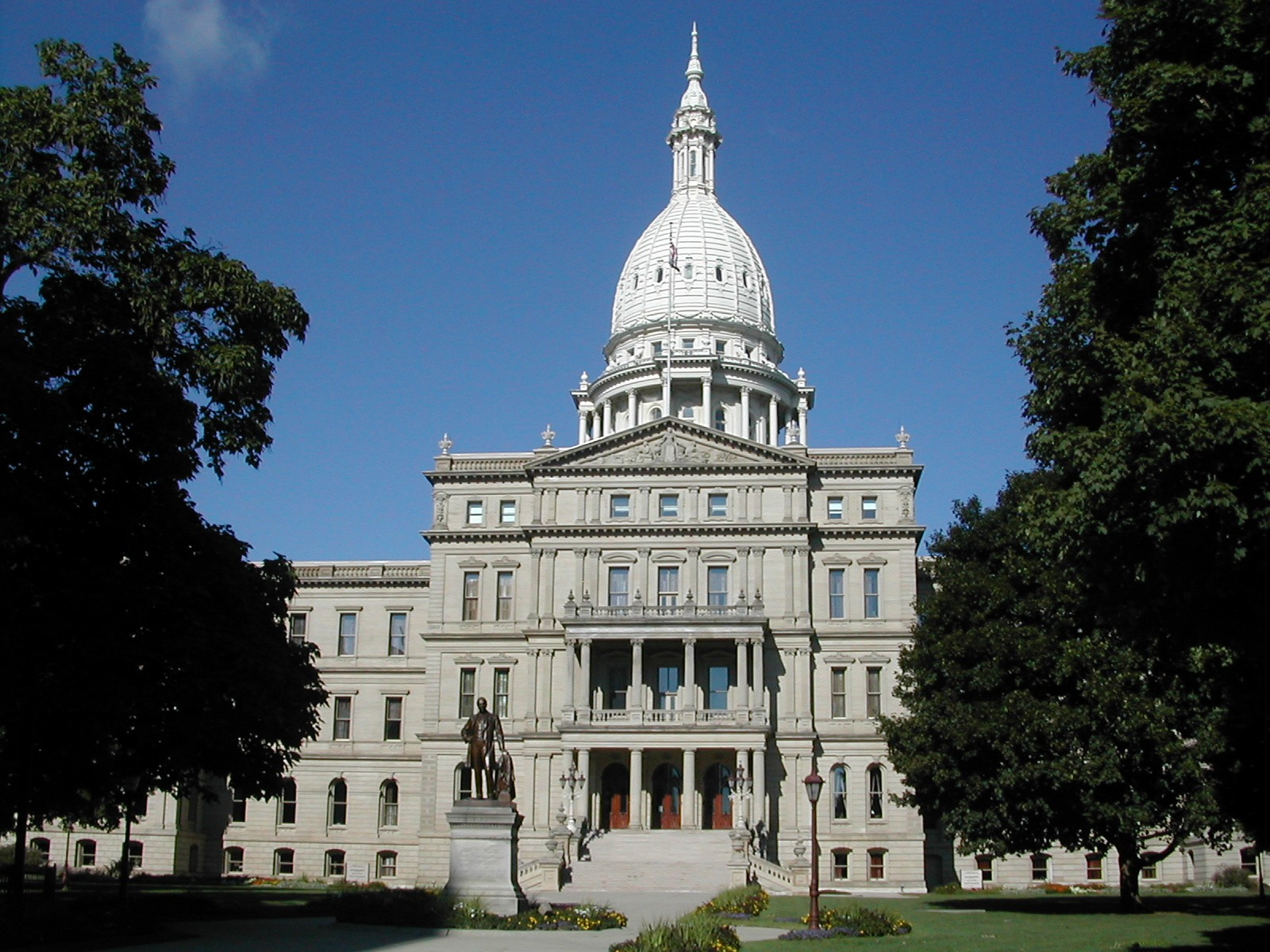
Capitolio del Estado de Míchigan.

- Capitolio del Estado de Míchigan - Lansing
- Grand Hotel - Isla Mackinac
- Isla Mackinac - Isla Mackinac

### Minnesota (25)[32]
- Fort Snelling - Condado de Hennepin
- Casa de F. Scott Fitzgerald - Saint Paul

### Misisipi (37)[33]
- Mansión el Gobernador - Jackson

### Misuri (37)[34]
- Arco Gateway - San Luis

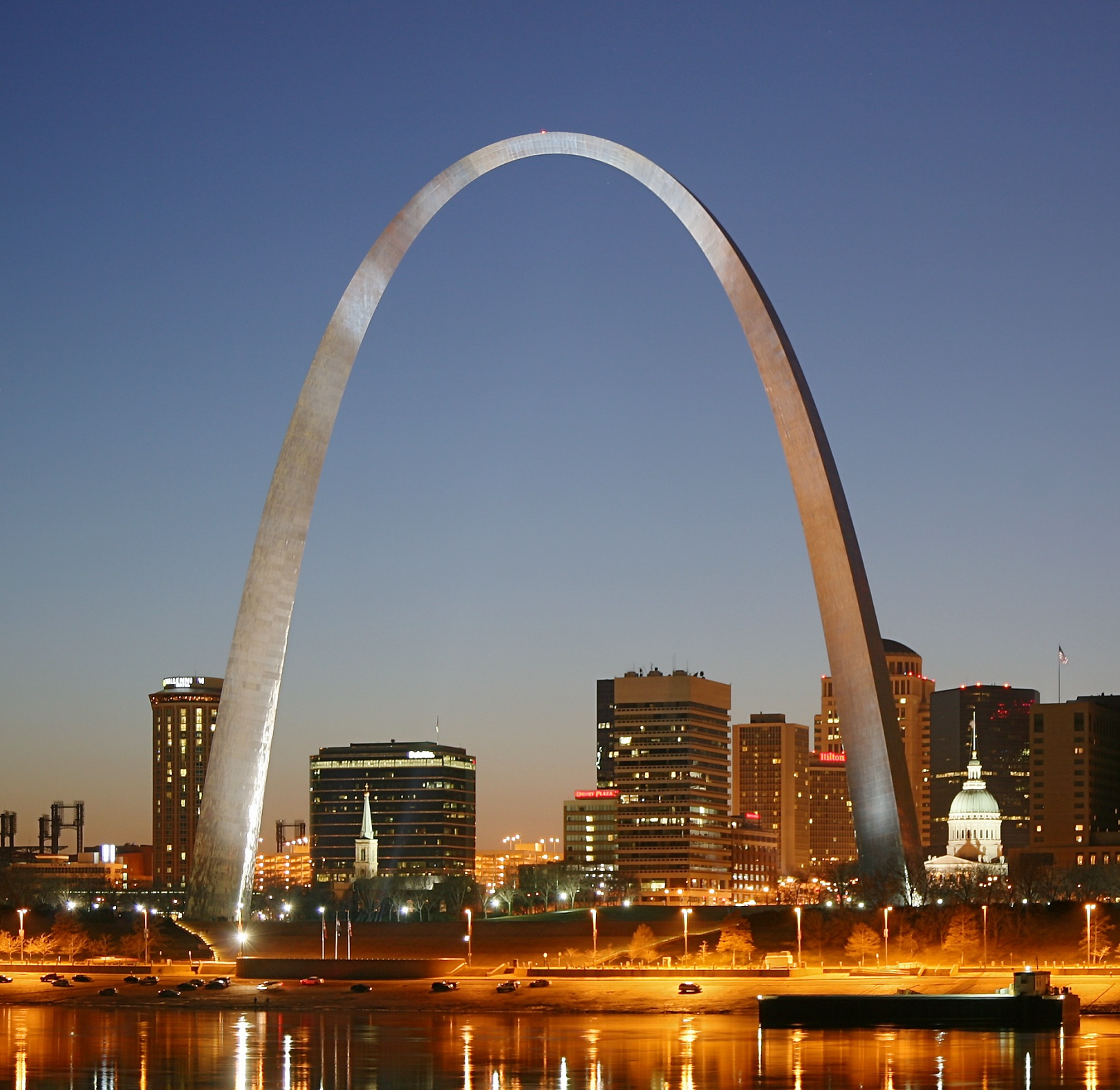
Arco Gateway.

- Jardín Botánico de Misuri - San Luis
- Memorial Expansión Nacional de Jefferson - San Luis
- Tower Grove Park - San Luis

### Montana (26)[35]
- Lake McDonald Lodge - West Glacier

### Nebraska (20)[36]
- Capitolio de Nebraska - Lincoln

### Nevada (8)[37]
- Presa Hoover - Condado de Clark

### Nuevo Hampshire (22)[38]
- Mount Washington Hotel - Bretton Woods

### Nueva Jersey (56)[39]
- Isla Ellis - Jersey City
- Túnel Holland - Jersey City

### Nueva York (270)[40]
- 55 Wall Street - Nueva York
- 69th Regiment Armory -Nueva York
- 280 Broadway - Nueva York
- 330 West 42nd Street - Nueva York

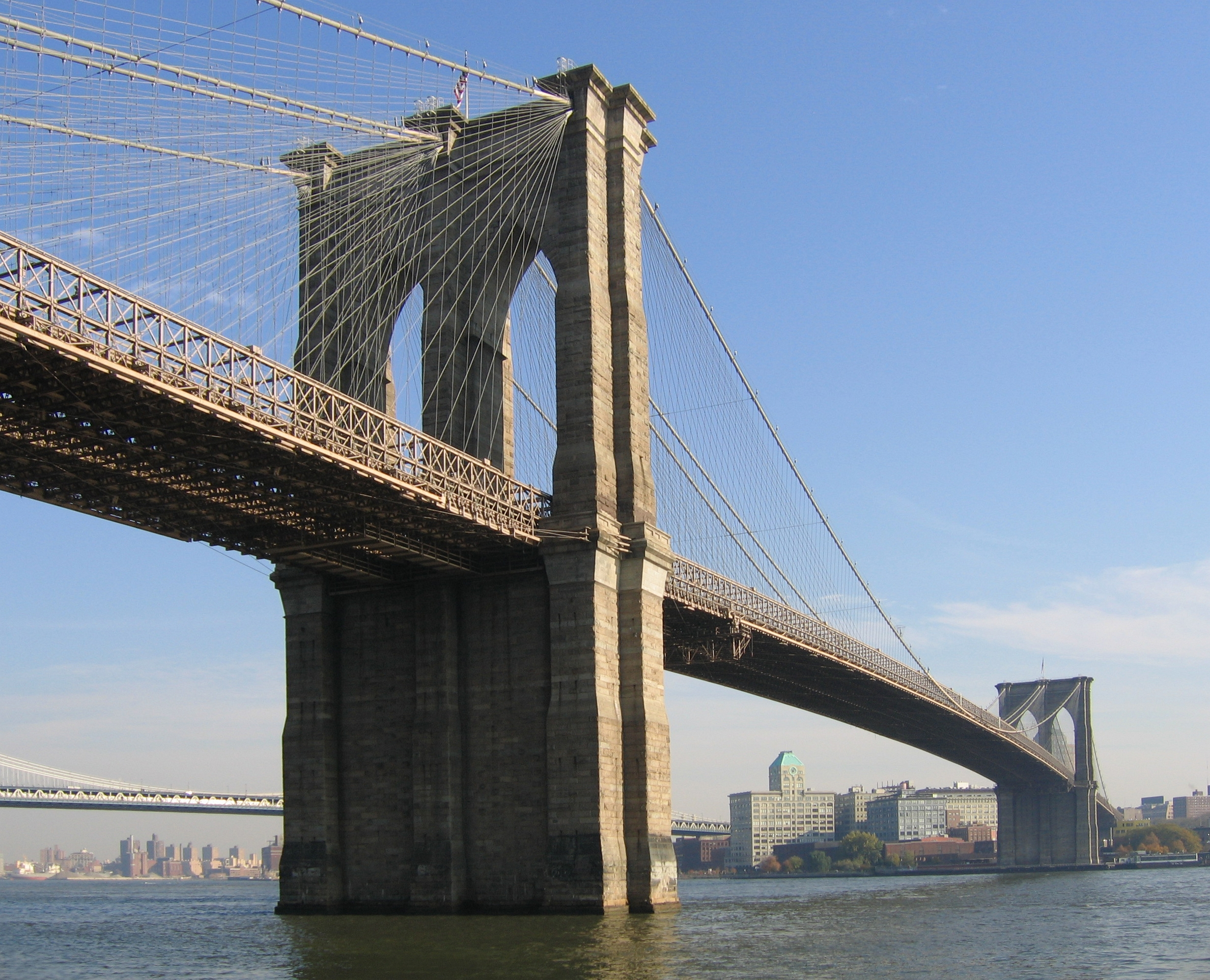
Puente de Brooklyn.

- Academia Militar de los Estados Unidos - West Point
- African Burial Ground National Monument - Nueva York
- Alexander Hamilton U.S. Custom House - Nueva York
- American Stock Exchange - Nueva York
- Antiguo Palacio de Justicia del Condado de Nueva York - Nueva York
- Ayuntamiento de Nueva York - Nueva York

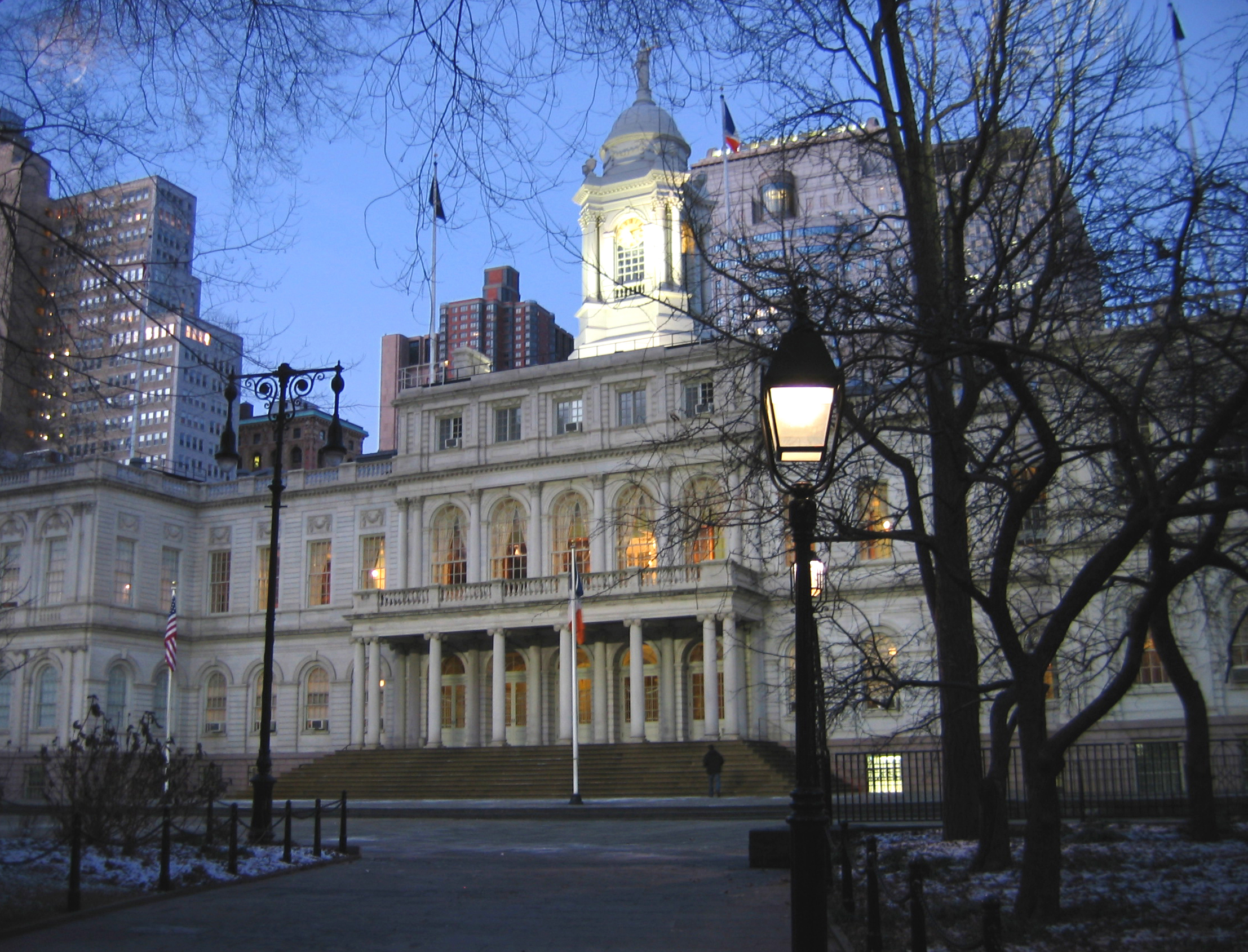
Ayuntamiento de Nueva York.

- Biblioteca Jefferson Market - Nueva York
- Biblioteca y Museo Morgan - Nueva York
- Bolsa de Nueva York - Nueva York
- Buque faro Ambrose - Nueva York
- Carnegie Hall - Nueva York
- Casa Darwin D. Martin - Búfalo
- Casa Alfred E. Smith - Nueva York
- Casa de Chester A. Arthur - Nueva York
- Casa del General Winfield Scott - Nueva York
- Casa Hamilton Fish - Nueva York
- Casa Samuel J. Tilden - Nueva York
- Castle Clinton - Nueva York
- Catedral de San Patricio de Nueva York - Nueva York
- Cementerio Woodlawn - Nueva York
- Central Park - Nueva York

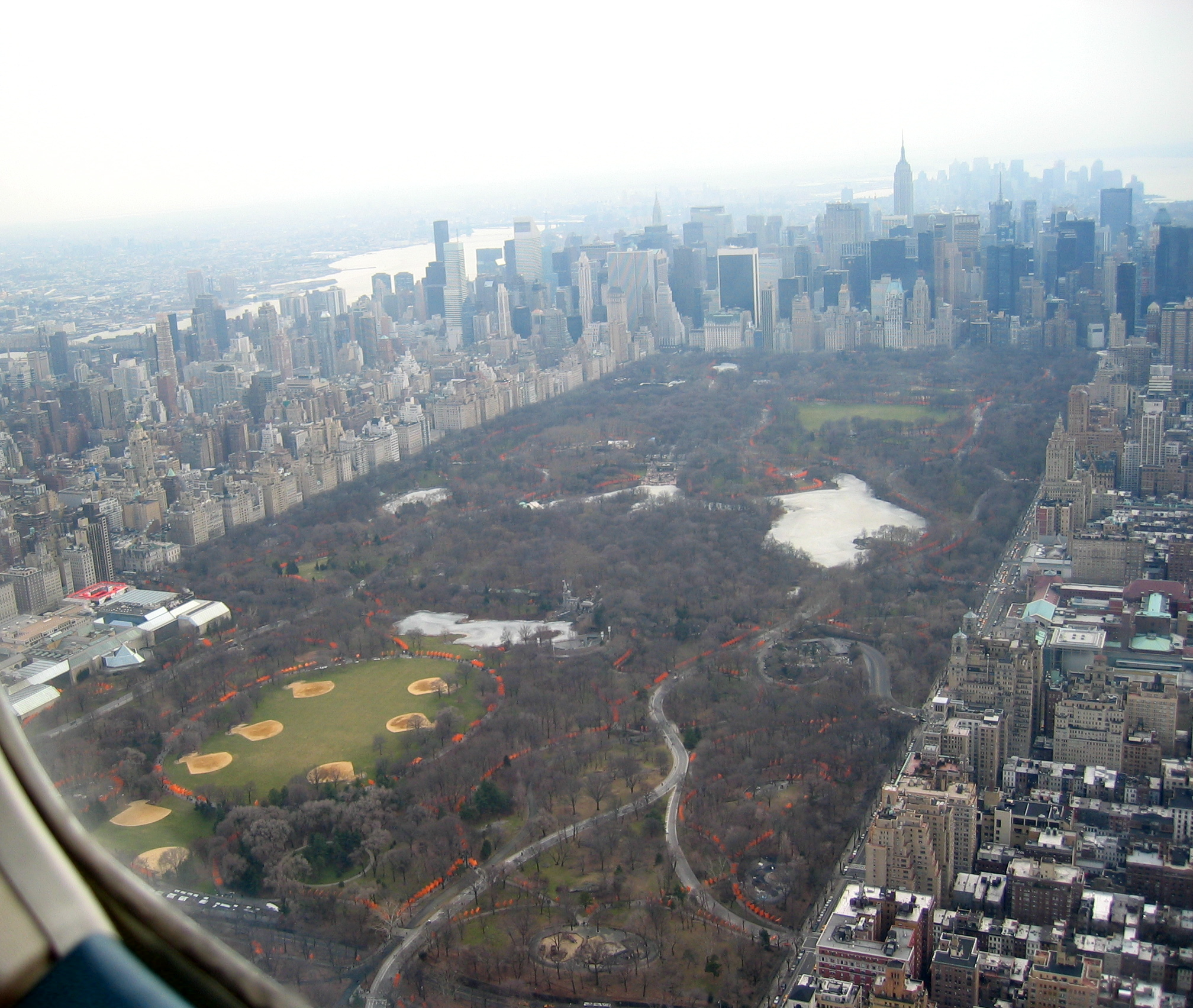
Central Park.

- Club de Yates de Nueva York - Nueva York
- Cooper Union - Nueva York
- Edificio Bayard-Condict - Nueva York
- Edificio Brown - Nueva York
- Edificio Dakota - Nueva York
- Edificio de Bell Laboratories - Nueva York
- Edificio Chrysler - Nueva York
- Edificio de la Cámara de Comercio - Nueva York
- Edificio del Daily News - Nueva York
- Edificio Empire State - Nueva York

- Edificio Equitable - Nueva York
- Edificio Flatiron - Nueva York

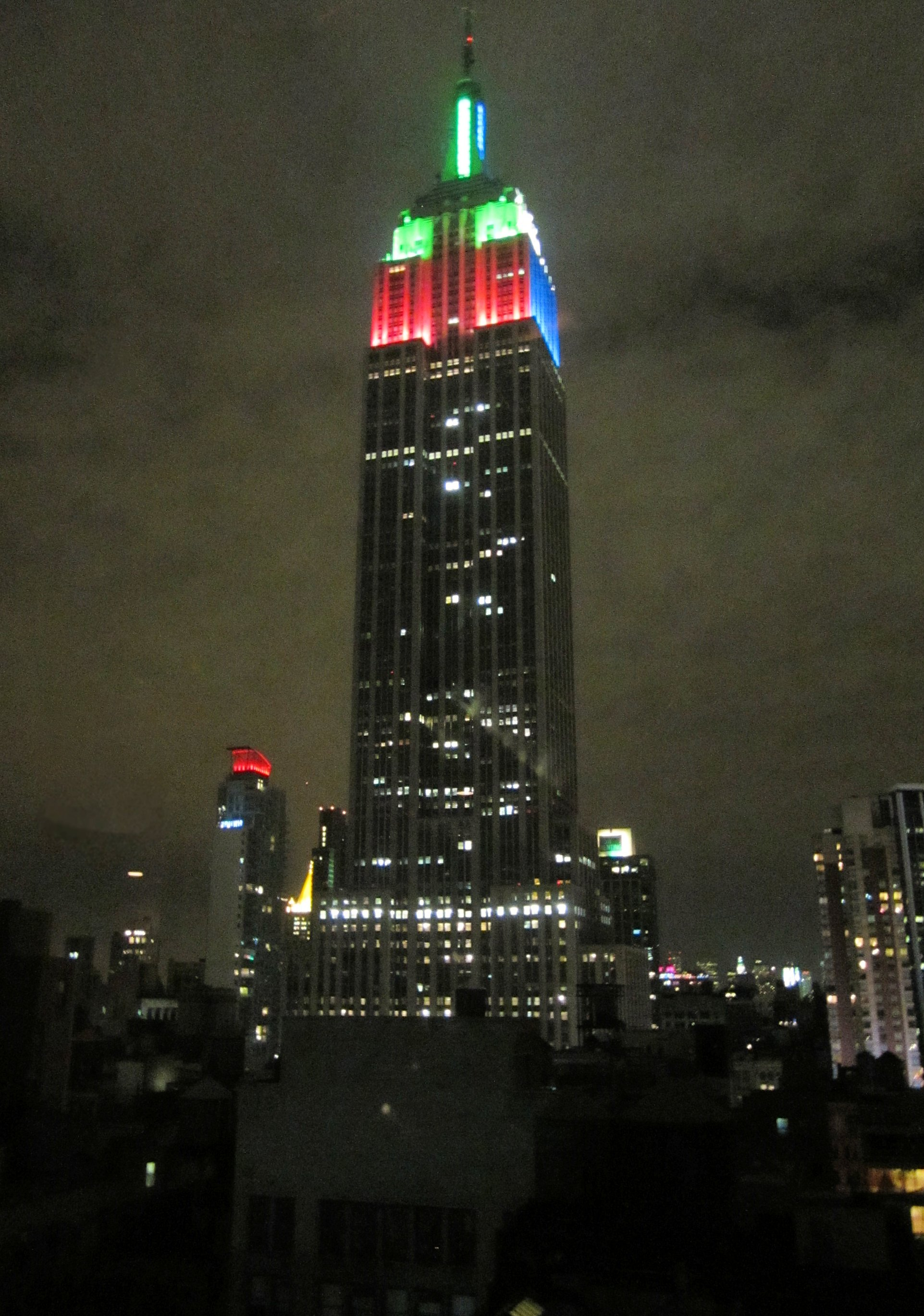
Empire State.

- Edificio New York Life Insurance - Nueva York
- Edificio Tiffany and Company - Nueva York
- Edificio United Charities - Nueva York
- Edificio Woolworth - Nueva York
- Federal Hall - Nueva York
- Fuerte Stanwix - Rome
- George Eastman House - Rochester
- Governors Island - Nueva York
- Grand Central Terminal - Nueva York
- Goleta Lettie G. Howard - Nueva York
- Henry Street Settlement - Nueva York
- Hispanic Society of America - Nueva York
- Hotel Plaza - Nueva York
- Iglesia Episcopal de San Jorge - Nueva York
- Iglesia de la Ascensión - Nueva York
- Iglesia de la Trinidad Nueva York
- Iglesia de Gracia y Dependencias - Nueva York
- Jardín Botánico de Nueva York - Nueva York
- Lugar Histórico Nacional del Nacimiento de Theodore Roosevelt - Nueva York
- Macy's Herald Square - Nueva York
- Mansión King - Nueva York
- Margaret Sanger Clinic - Nueva York
- Metropolitan Life Tower - Nueva York
- Monumento Nacional de la Estatua de la Libertad, Isla Ellis e Isla de la Libertad - Nueva York

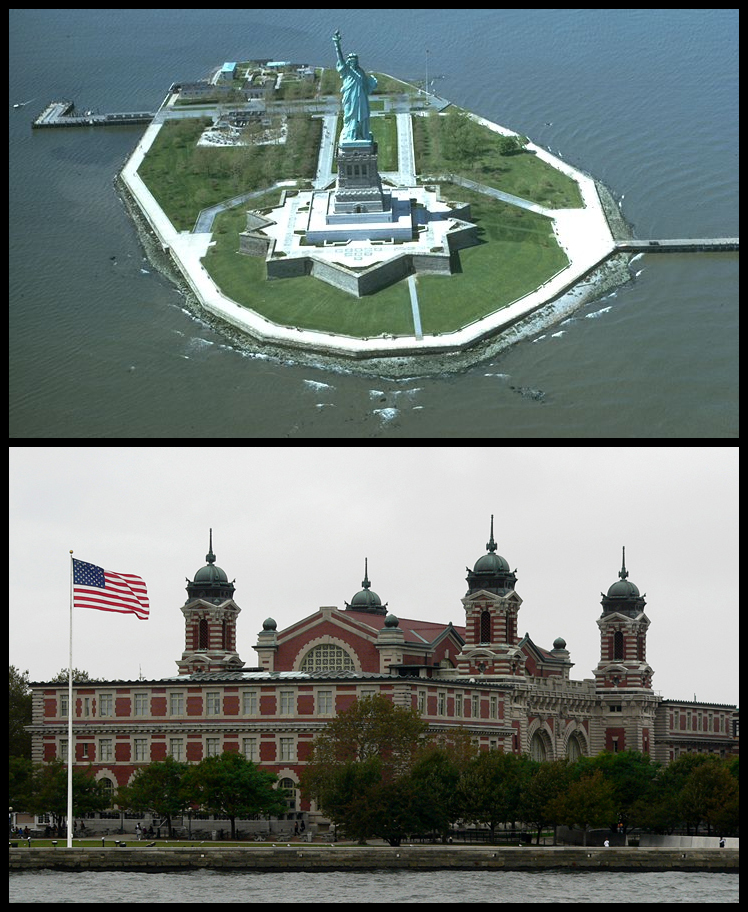
Estatua de la Libertad e Isla de Ellis.

- Museo Lower East Side Tenement - Nueva York
- Museo Metropolitano de Arte - Nueva York
- New York Studio School of Drawing, Painting and Sculpture - Nueva York
- Old Merchant's House - Nueva York
- Puente de Brooklyn - Nueva York
- Rockefeller Center - Nueva York
- Sede de la Biblioteca Pública de Nueva York - Nueva York
- Sinagoga Central - Nueva York
- Sinagoga de la Calle Eldridge - Nueva York
- SoHo - Nueva York
- Stonewall Inn - Nueva York
- The Town Hall - Nueva York
- Tumba del General Grant - Nueva York

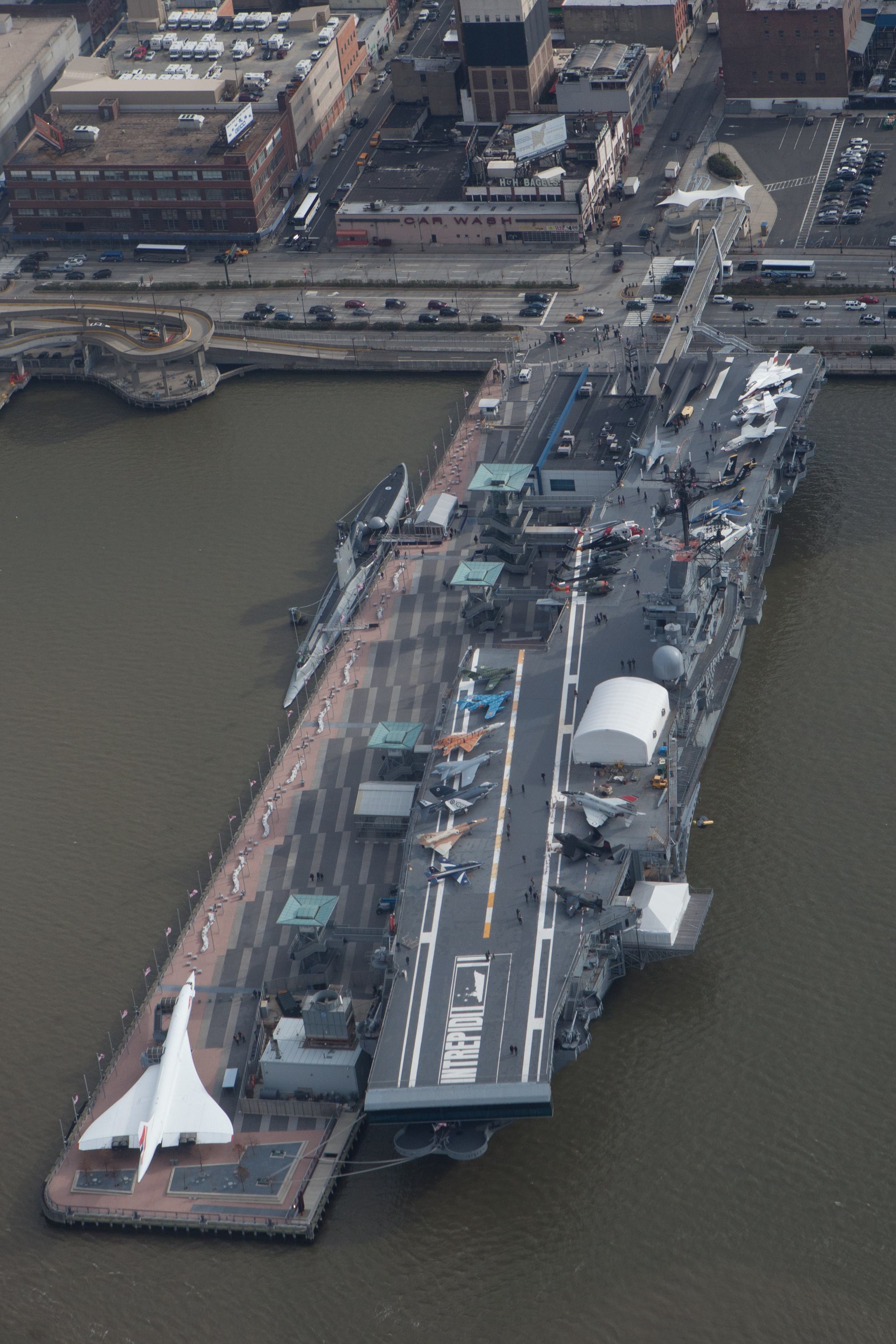
USS Intrepid.

- Túnel Holland - Nueva York
- Union Square - Nueva York
- USS Edson - Nueva York
- USS Intrepid - Nueva York

### Nuevo México (46)[41]
- Cañón del Chaco - Condado de McKinley Condado de San Juan
- Cueva Sandía - Bernalillo
- Laboratorio Nacional de Los Álamos - Los Álamos
- Las Trampas - Condado de Taos
- Monumento nacional de las Ruinas Aztecas - Condado de San Juan
- Monumento Nacional del Morro - Condado de Cíbola
- Monumento Nacional de los Petroglifos - Condado de Bernalillo
- Palacio de los Gobernadores - Santa Fe
- Prueba Trinity - San Antonio
- Pueblo de Acoma - Condado de Cíbola
- Pueblo de Taos - Taos
- Santuario de Chimayó - Chimayó

### Ohio (72)[42]
- Oberlin College - Oberlin
- Serpent Mound - Peebles
- Templo de Kirtland - Kirtland
- Wright Flyer III - Dayton

### Oklahoma (21)[43]
- Capitolio de la Nación Cherokee - Tahlequah
- Capitolio de la Nación Creek - Okmulgee

### Oregón (17)[44]
- Fort Astoria - Astoria
- Presa de Bonneville - Condado de Multnomah

### Pensilvania (166)[45]
- Academy of Music - Filadelfia

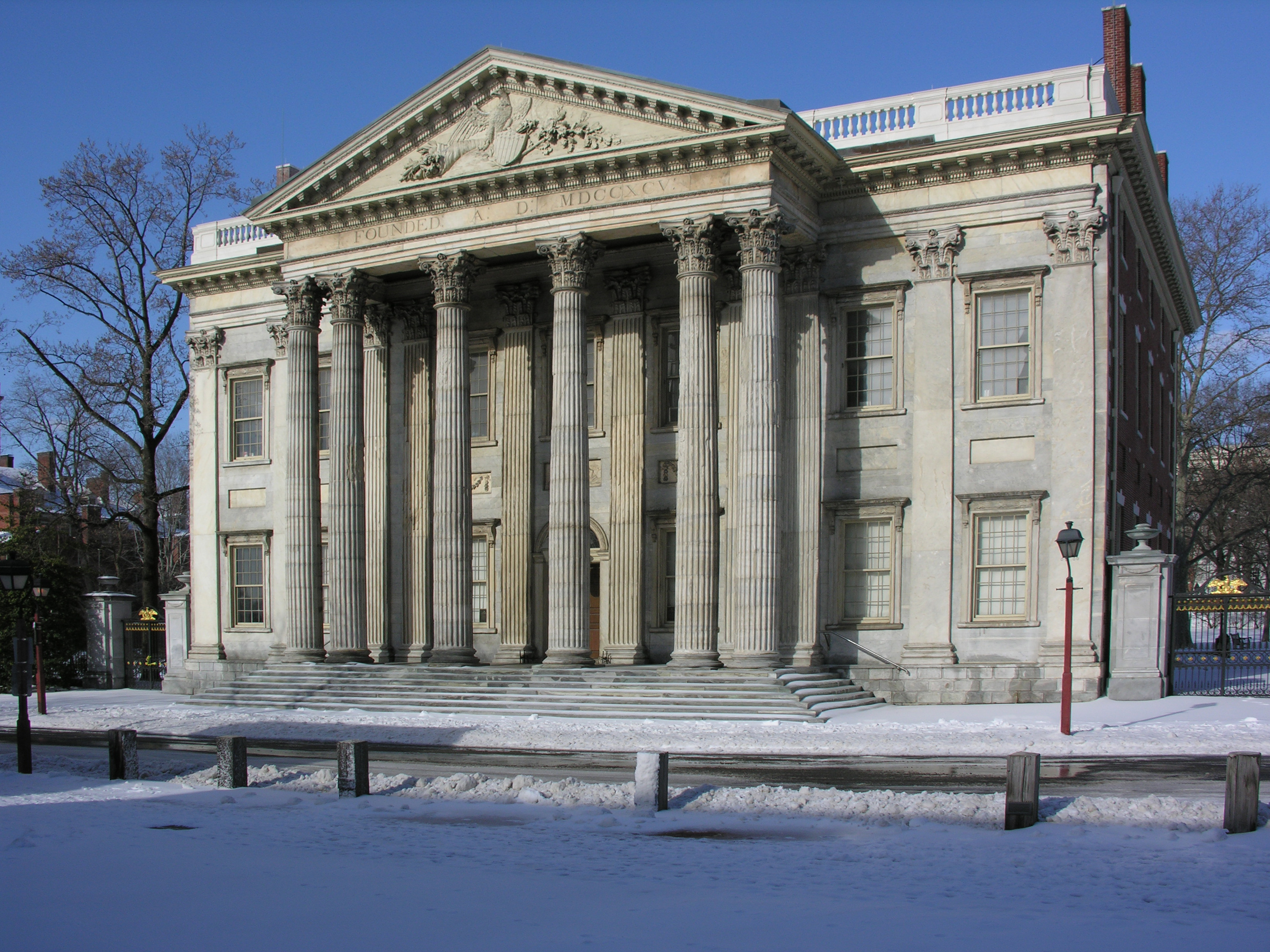
Primer Banco de los Estados Unidos.

- American Philosophical Society - Filadelfia
- Carlisle Indian Industrial School - Carlisle
- Casa de la Cascada - Municipio de Springfield
- Castillo Grey Towers - Glenside
- Jardín de Bartram - Fliadelfia
- Laboratorios Richards - Filadelfia
- Meadowcroft Rockshelter - Municipio de Jefferson
- New Century Guild - Filadelfia
- Primer Banco de los Estados Unidos - Filadelfia
- USS Olympia - Filadelfia

### Rhode Island (45)[46]
- Fort Adams - Newport
- Primera Iglesia Baptista de Estados Unidos - Providence

### Tennessee  (30)[47]
- Capitolio de Tennessee - Nashville
- Estudio Sun- Memphis
- Graceland - Memphis
- Reactor de Grafito X-10 - Oak Ridge

### Texas (46)[48]
- Capitolio de Texas - Austin
- Misión de Álamo - San Antonio

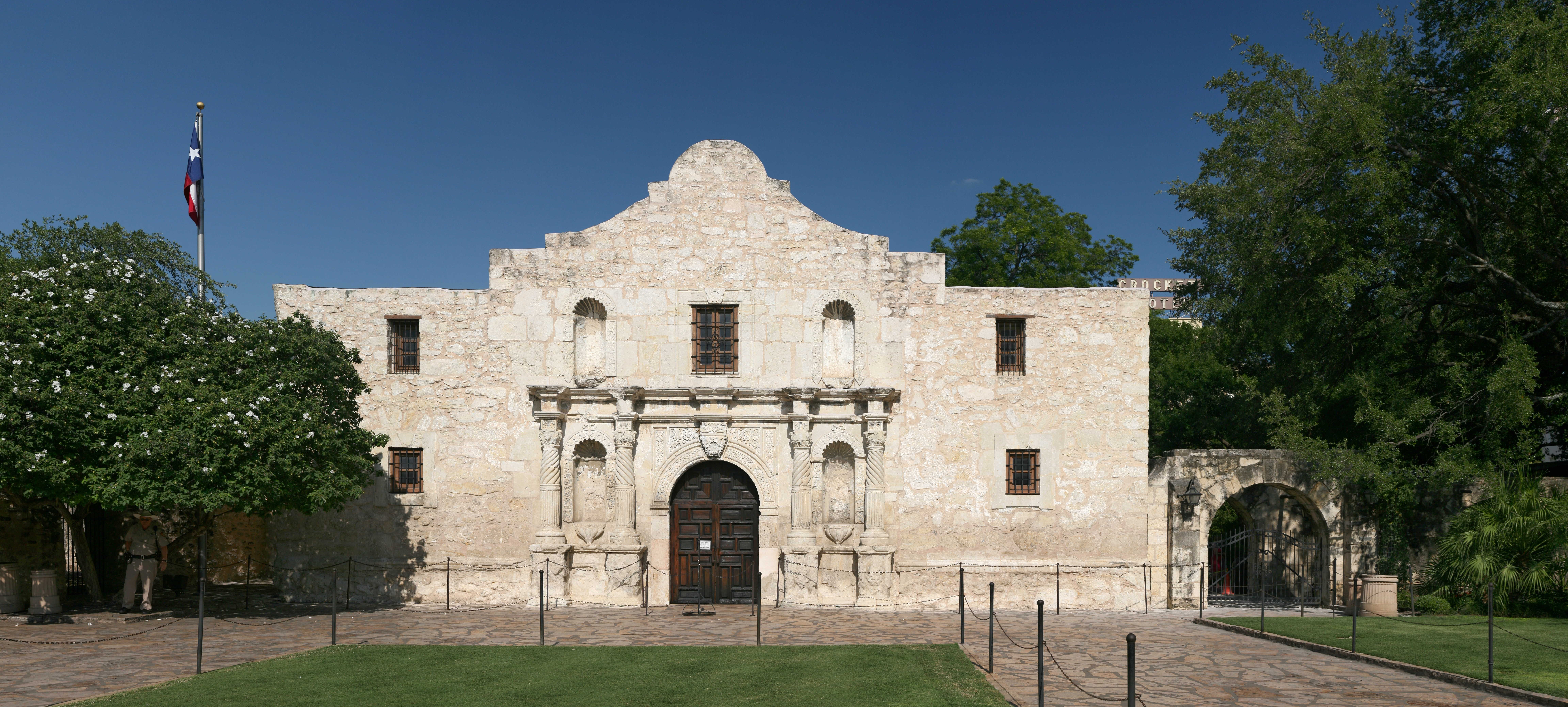
El Álamo.

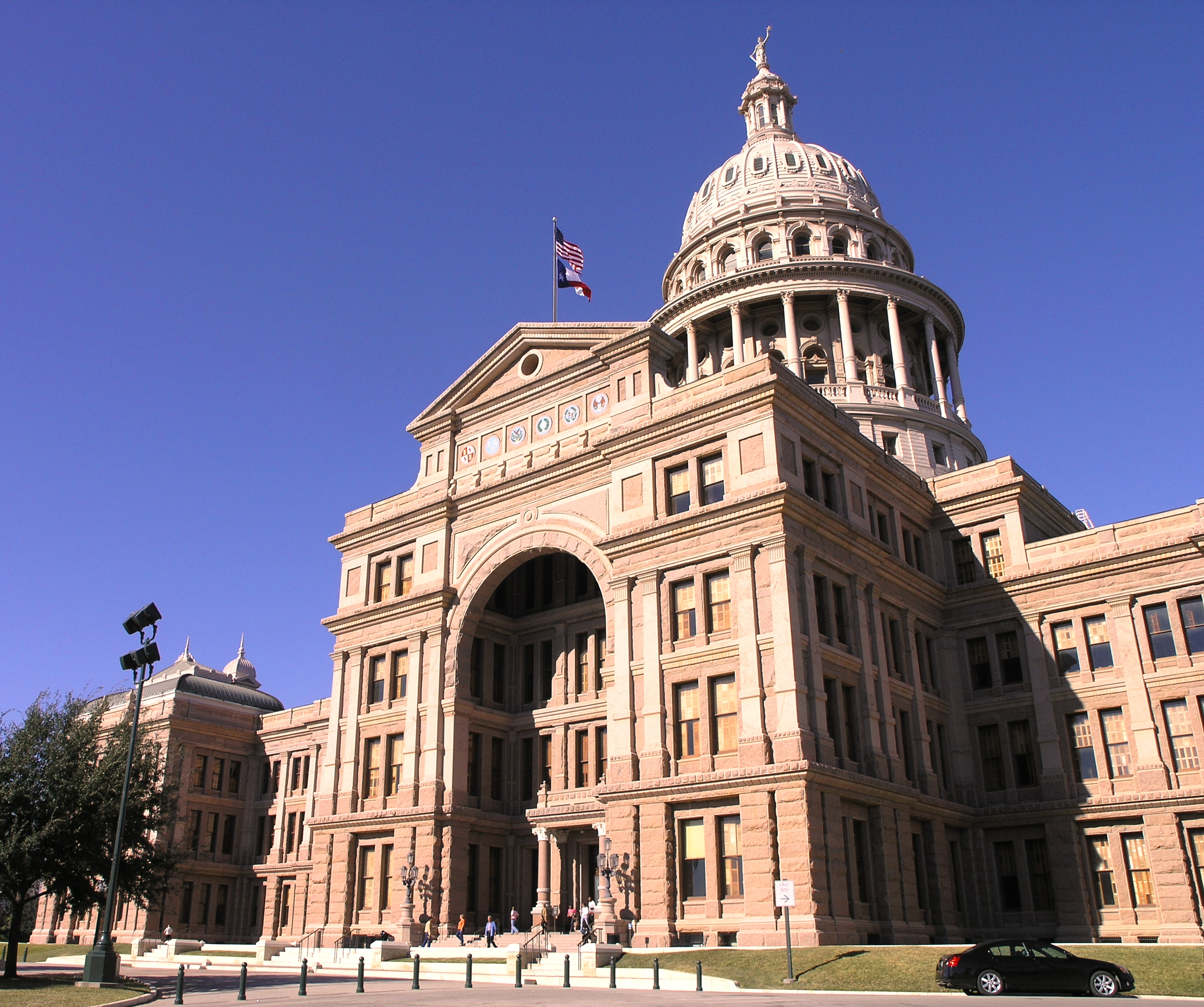
Capitolio del Texas.

- Monumento de San Jacinto - Condado de Harris
- Plaza Dealey - Dallas
- USS Texas - La Porte

### Utah (14)[49]
- Cañón de la Desolación - Río Verde
- Emigration Canyon - Condado de Salt Lake
- Manzana del Templo - Salt Lake City
- Masacre de Mountain Meadows - Montañas Meadows
- Mina del cañón de Bingham - Condado de Salt Lake

### Vermont (17)[50]
- Observatorio Stellafane - North Springfield
- Vermont State House - Montpelier

### Virginia (121)[51]
- Appomattox Court House - Appomattox
- El Pentágono - Condado de Arlington
- Lunar Landing Research Facility - Hampton
- Monticello - Condado de Albemarle

### Virginia Occidental (16)[52]
- Puente Colgante Wheeling - Wheeling
- The Greenbrier - Condado de Greenbrier

### Washington (24)[53]

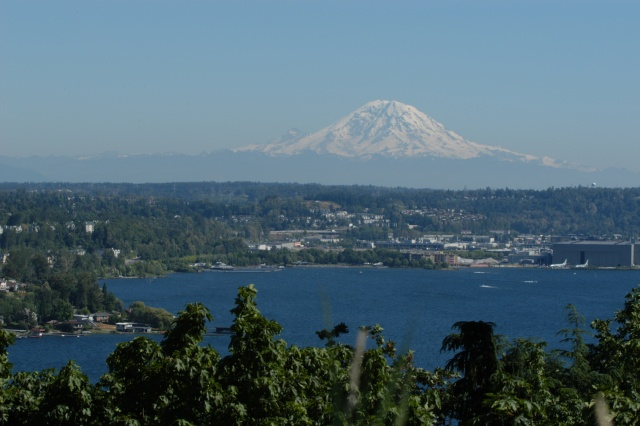
Parque nacional del Monte Rainier.

- Parque nacional del Monte Rainier - Condado de Pierce y Condado de Lewis
- Reactor B - Hanford Site

### Wisconsin (42)[54]
- Casa Jacobs 1 - Madison
- USS Cobia - Manitowoc

### Wyoming (24)[55]
- Fuerte Phil Kearny - Condado de Johnson
- South Pass - Condado de Fremont

## OtrosNational Historic Landmarksde los EE. UU.
Las zonas insulares y otros lugares forman parte de los lugares del National Historic Landmarks:

### Samoa Americana(2)[56]
- Casa del Gobernador - Pago Pago

### Distrito de Columbia (75)[57]

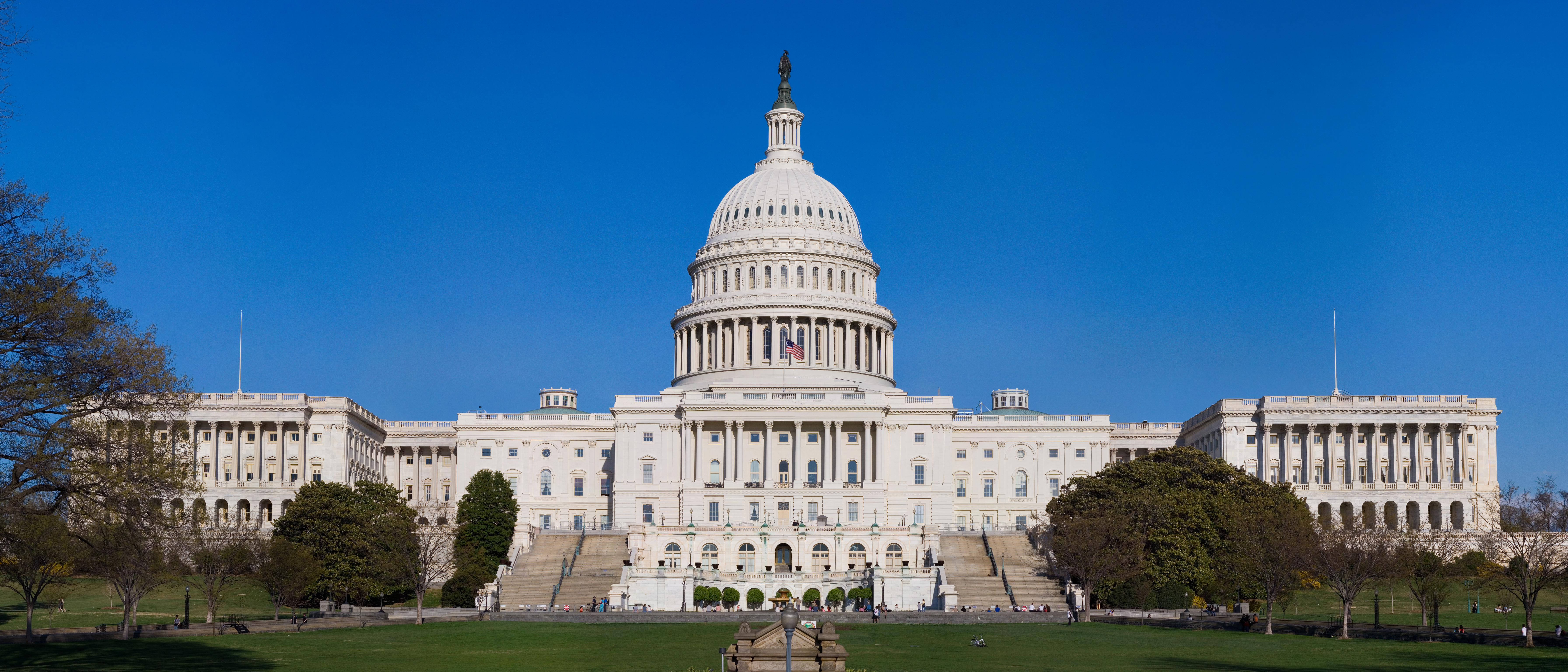
Capitolio de los Estados Unidos.

- Biblioteca del Congreso de Estados Unidos - Distrito de Columbia
- Blair House
- Capitolio de los Estados Unidos
- La Casa Blanca
- Edificio de la Corte Suprema de Estados Unidos
- Edificio Institucional Smithsonian

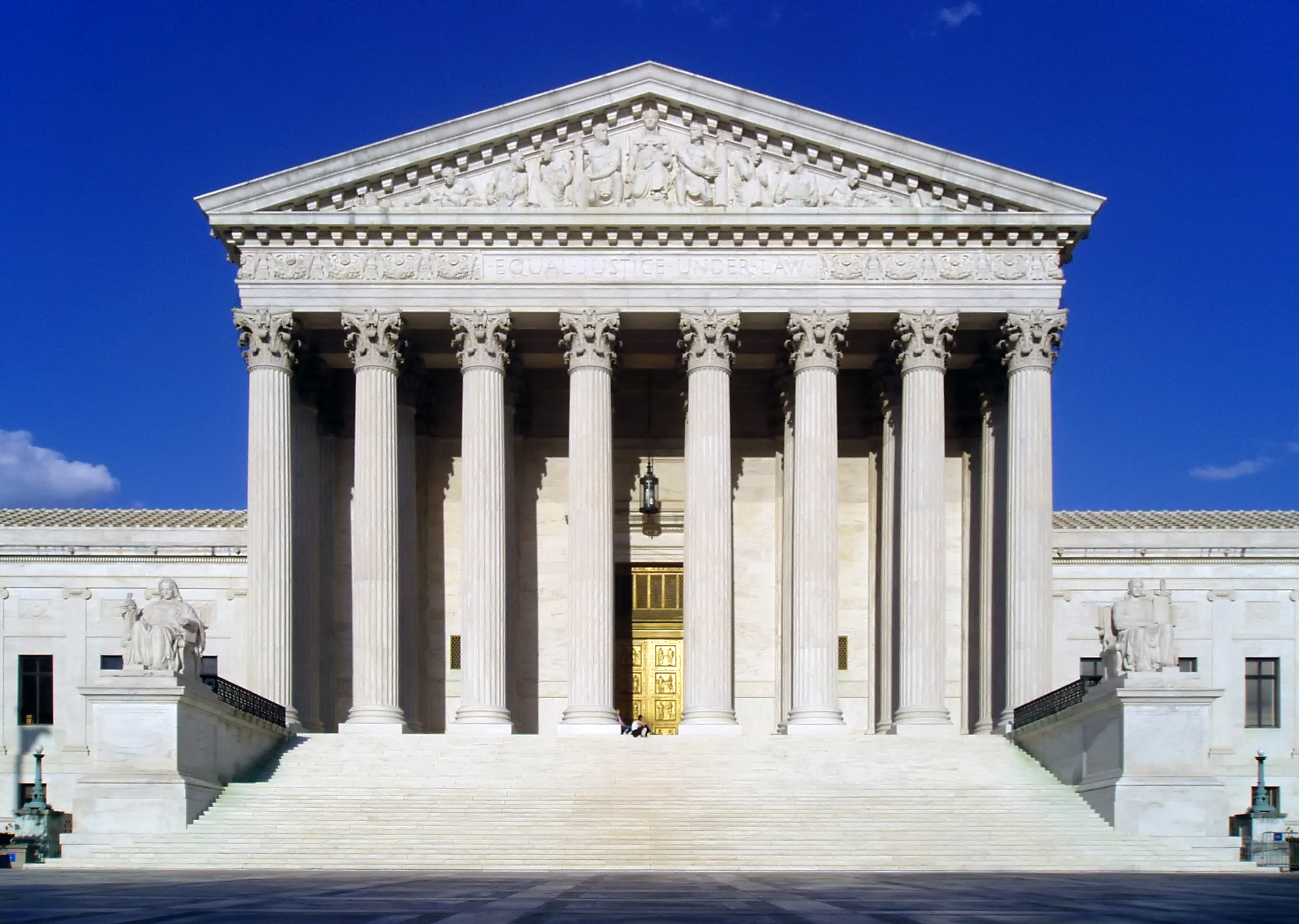
Edificio de la Corte Suprema de Estados Unidos.

- Galería de Arte Corcoran
- Galería Renwick
- Laboratorio Volta
- Washington Navy Yard

### Islas Marshall(2)[58]
- Kwajalein
- Roi-Namur

### Estados Federados de Micronesia(2)[59]
- Nan Madol
- Chuuk

### Islas Midway(1)[60]
- World War II Facilities at Midway

### Marruecos(1)[61]
- Museo del Legado Americano - Tánger

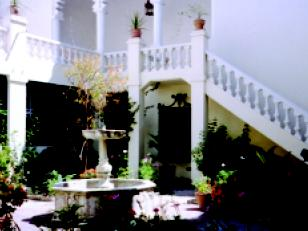
Museo del Legado Americano.

### Islas Marianas del Norte(2)[62]
- Playas de los desembarcos en la Isla de Saipán - Saipán
- Playas de los desembarcos en la Isla Tinian - Tinian

### Palaos(1)[63]
- Campo de la Batalla de Peleliu Peleliu

### Puerto Rico (4)

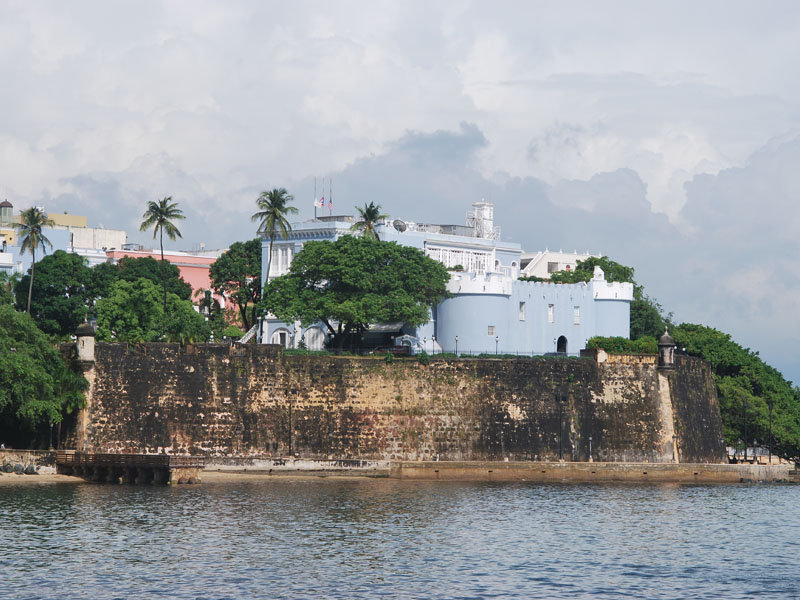
La Fortaleza.

### Puerto Rico(4)[64]
- La Fortaleza - San Juan

### Islas Vírgenes(5)[65]
- Castillo de Barbanegra - Saint Thomas

### Isla Wake (1)[60]
- Isla Wake